# Bad Tabarz
Bad Tabarz (do 9 marca 2017 Tabarz/Thür. Wald, Tabarz/Thüringer Wald) – miejscowość i gmina uzdrowiskowa w Niemczech, w kraju związkowym Turyngia, w powiecie Gotha.

## Współpraca
Miejscowości partnerskie:
- Gladenbach, Hesja, Niemcy
- Kecel, Węgry
- Vrigne-aux-Bois, Francja